# Las Matas de Farfán
Las Matas de Farfán é um município da República Dominicana pertencente à província de San Juan. Sua população estimada em 2012 era de 70 586 habitantes.
É a terra natal de vários jogadores atuais e antigos da Major League Baseball, incluindo Jean Segura, Juan Encarnacion, Roberto Novoa, Odalis Perez, Ramón Santiago e Valerio de los Santos.